# Tomáš Kos
Tomáš Kos (Semily, 31 de diciembre de 1967) es un deportista checoslovaco que compitió en biatlón. Ganó una medalla de plata en el Campeonato Mundial de Biatlón de 1990, en la prueba por equipos.

## Palmarés internacional
| Campeonato Mundial | Campeonato Mundial | Campeonato Mundial | Campeonato Mundial |
| Año                | Lugar              | Medalla            | Prueba             |
| ------------------ | ------------------ | ------------------ | ------------------ |
| 1990               | Oslo (Noruega)     | Medalla de plata   | Equipo             |